# Safané (departamento)
Safané é um dos sete departamentos da província de Mouhoun, no Burkina Faso.